# Sinópia
Sinópia é uma cor vermelha-acastanhada, semelhante ao ocre, de pigmentos terrosos, utilizada na pintura a óleo tradicional. É produzida com óxidos de ferro obtidos das argilas ou quartzos, oriundos da região de Sinope na Turquia, comummente designados sinople.
A sinópia foi descrita por Cennino Cennini na sua obra "Il libro dell'arte" , do século XV, como:
  «cor natural conhecida por sinópia, ou porfírio, é vermelho; e esta cor tem característica pobre e seca. Pode-se trabalhar bem com ela; e quanto mais se trabalha, mais se torna útil...» 
Cennini faz esta análise para um tipo especial de sinópia usada em Florença nas pinturas que traziam tons encarnados.

## Técnica de pintura

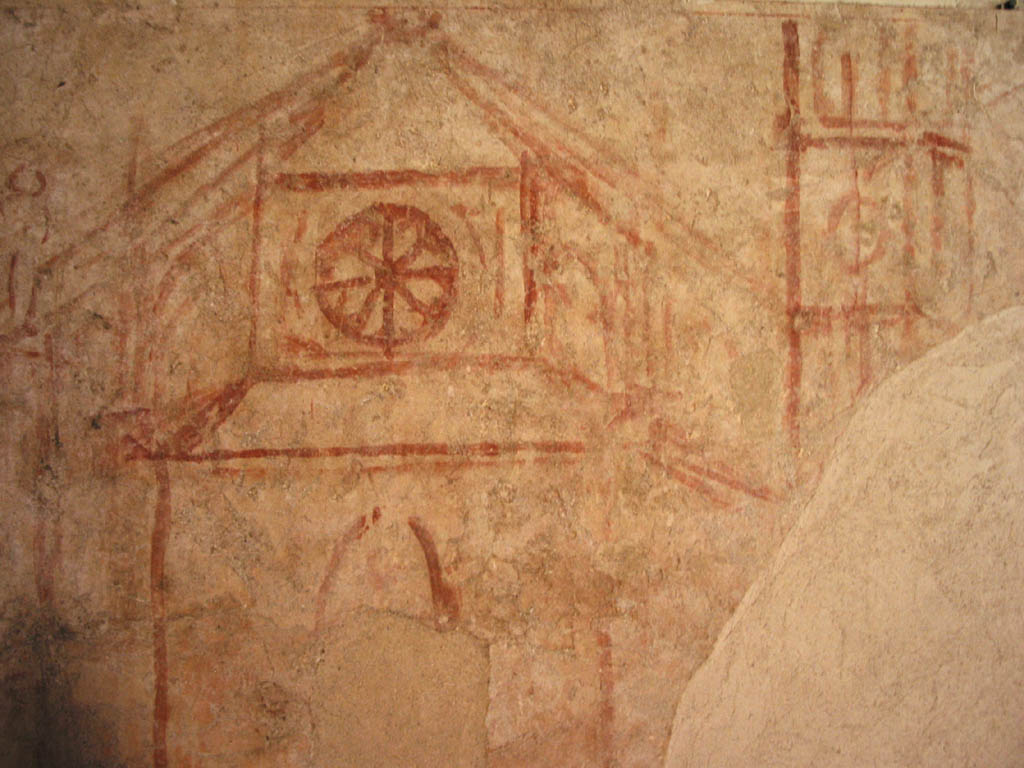
Desenho em sinópia

Ao modo de pintar murais e frescos, o que implica, primeiramente, o desenhar de um esboço prévio - a que se dá o nome de desenho-guia, sobre parede, dum esquema geral da pintura em tamanho natural, de modo a orientar a área de reboco que se irá aplicar no final.
Assim, dá-se o nome de sinópia ao desenho, transposto com base no primeiro esboço do desenho-guia, que se faz sobre o nucleus ou a parede nua. A sinópia é, portanto, executada sobre uma primeira camada preparatória de reboco a que na Itália renascentista se dava o nome de arriccio e em Portugal se conhece como emboço. Sobre o emboço deita-se uma segunda camada, conhecida na Itália Renascentista como intonaco e em Portugal como reboco.

Tal uso é encontrado na pintura mural dos templos do Egito Antigo e na pintura romana. No século XVI era usado um cartão perfurado para que as marcações guiassem o pintor. No século seguinte passou-se a usar um pó que era pulverizado com um saco para que preenchesse as perfurações do cartão; Michelangelo e Rafael usaram terra vermelha.